# Khanat de Chaki

Drapeau du Khanat de Chaki

Le khanat de Chaki (Shaki selon la translittération anglophone) est un khanat du Caucase semi-indépendant fondé en 1743 par Hadji Chalabi Khan (1703-1755) sur la partie orientale de l'ancien duché géorgien de Héréthie conquis au XIIe siècle par les atabegs. Initialement sous souveraineté perse et centré sur la ville de Noukha, son territoire est situé dans l'Azerbaïdjan actuel.

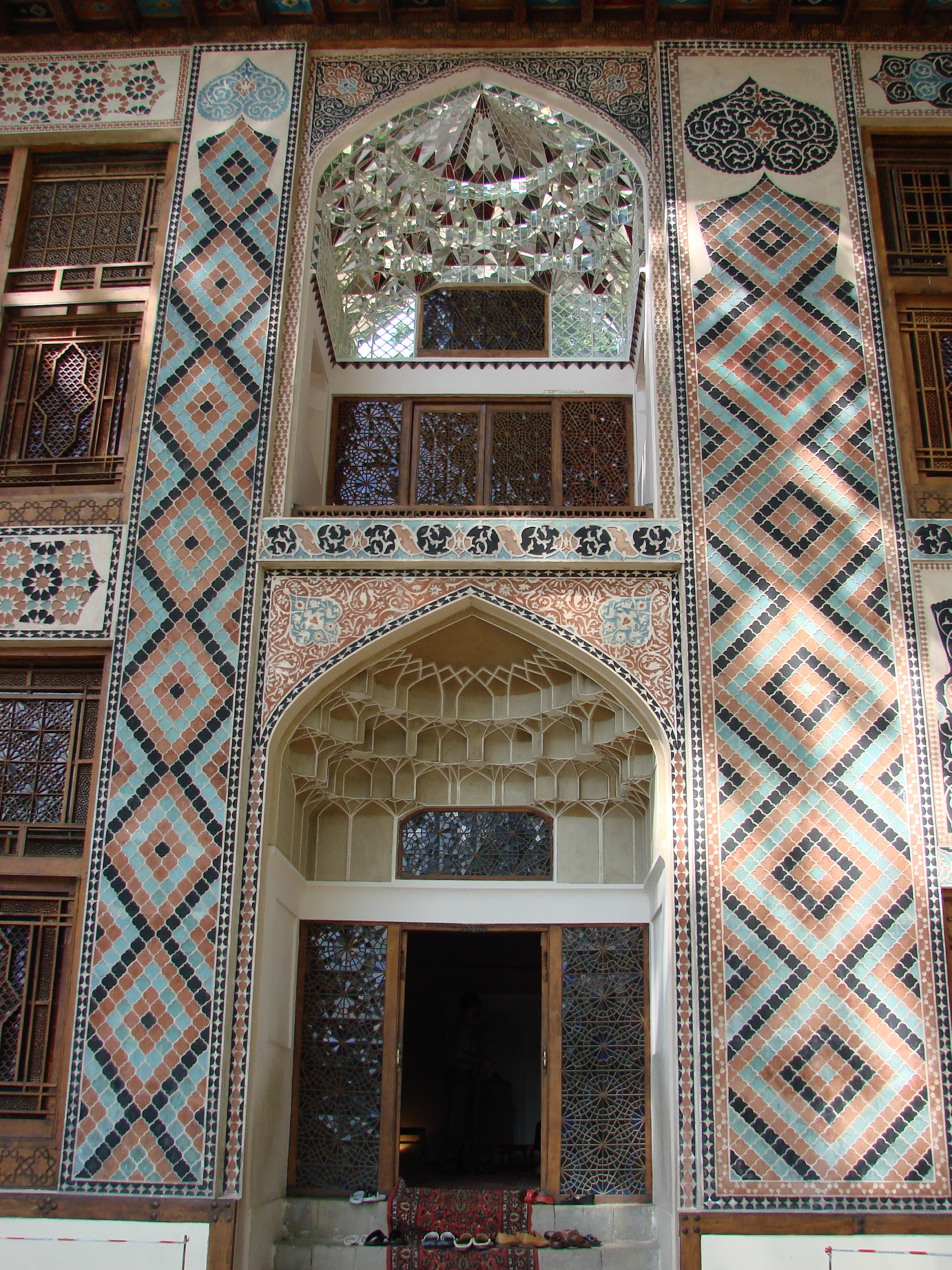
Entrée au Palais des Shaki Khans

## Historique

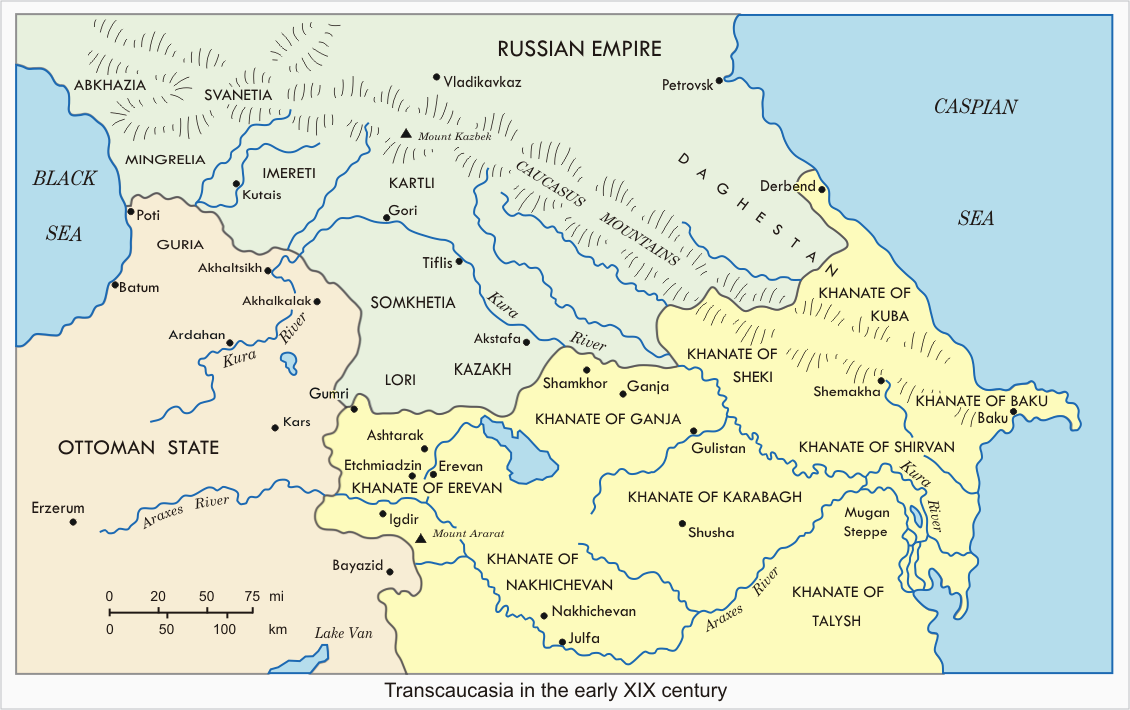
Les khanats de Transcaucasie au début du XIXe siècle.

Le khanat de Chaki est fondé en 1743 à la suite d'une révolte dirigée par un féodal local, Hadji Khan Chalabi, contre l'Empire perse.  
Le khanat devient le plus puissant des États féodaux dans le Caucase en mars 1752 lorsqu'après avoir obtenu la défection du khan de Gandja, vassal du royaume de Géorgie, Hadji Khan Chalabi inflige à Shamkhor près de Gandja une sévère défaite aux rois Teimouraz II de Kakhétie et Héraclius II de Géorgie.
Les années suivantes, Aga Kisi Beg, fils et héritier d'Hadji Khan, réalise l'union des khanat de Chaki, de Chirvan, de Gandja et du Karabagh et lance une grand offensive contre la Géorgie ; le roi Héraclius réussit non sans mal à le repousser grâce à l'appui de Giv II, prince Amilakhvari, ancien duc d'Aragvi, des Circassiens et de montagnards d'Ossétie.
Le projet d'Hadji Khan de reconstituer le mythique Chirvan unit finalement ses adversaires contre lui ; il est vaincu par l'alliance des khans de Kouba et de Shemakhi et doit battre en retraite. Il meurt en 1755. À partir de la fin du XVIIIe siècle, les  khans de Chaki, confrontés aux tensions croissantes dans la région entre les Empires russe et perse, sont contraints d'accepter la protection des Russes.
En décembre 1805, Mustafa Salim Khan signe un traité avec Alexandre Ier de Russie rendant effectif  le statut de vassal du khanat de Chaki. Cet état de fait est ensuite confirmé par le traité de Golestan en 1813. Le khanat est ensuite confié à des dynastes locaux qui sont également des officiers supérieurs russes. C'est ainsi qu'après la mort d'Ismail Khan, qui était également général dans l'armée russe, le 27 juillet 1819, le commandant en chef et général Alexis Pétrovitch Yermolof annexe officiellement le khanat de Chaki et le transforme en une province subordonnée à l'administration militaire.
Partie intégrante de la vice-royauté du Caucase, le khanat est intégré en 1840 dans l'oblast de la Caspienne. En 1846, la province est incorporée dans le gouvernement de Chemakha, en 1859 dans celui de Bakou et en 1867 dans le gouvernement d'Elizavetpol. 
Après l'échec de la République démocratique fédérative de Transcaucasie, lors de la création de la République démocratique d'Azerbaïdjan le 28 mai 1918, le territoire de Chaki en fait partie et après l'établissement du régime soviétique en Azerbaïdjan, Chaki est incorporé dans la République socialiste soviétique d'Azerbaïdjan, le 5 mai 1920.

## Liste des khans de Chaki
- 1743-1755 : Hadji Chalabi Khan ou Celebi, fils de Qurban ;
- 1755-1759 : Aga Kisi beg (az), fils de Hadji Celebi ;
- 1759-1779 : Mehemmed Husayn khan Mustaq (az), fils de Hasan Aga, fils de Hadji Celebi, déposé, meurt en 1783 ;
- 1779-1783 : Abd al Qadir (az), fils d'Hadji Celebi, déposé ;
- 1783-1795 : Muhammad Hasan khan (az), fils de Husayn, déposé et aveuglé par Agha Mohammad Shah ;
- 1795-1797 : Mustafa Salim (az), fils de Husayn, déposé, mort en 1819 ;
- 1797-1806 : Muhammad Hasan, restauré, déposé par le général Paul Tsitsianov, meurt en 1810 ;
- 1806-1814 : Jafar Qouli Khan Donboli (en), ex-khan de Khoy de  1786 à 1797 et général russe mort en 1814 ;
- 1815-1819 : Ismaïl Khan Donboli (ru), son fils, général russe mort en 1819.